# Angel of music
Angel of music, på svenska Musikens ängel, är ett stycke ur musikalen The Phantom of the Opera. Stycket är skriven av Andrew Lloyd Webber och Charles Hart, och är en duett mellan karaktärerna Christine Daaé och Meg. I originaluppsättningen sjöng Sarah Brightman i delar av låten.